# 에밋 브라운

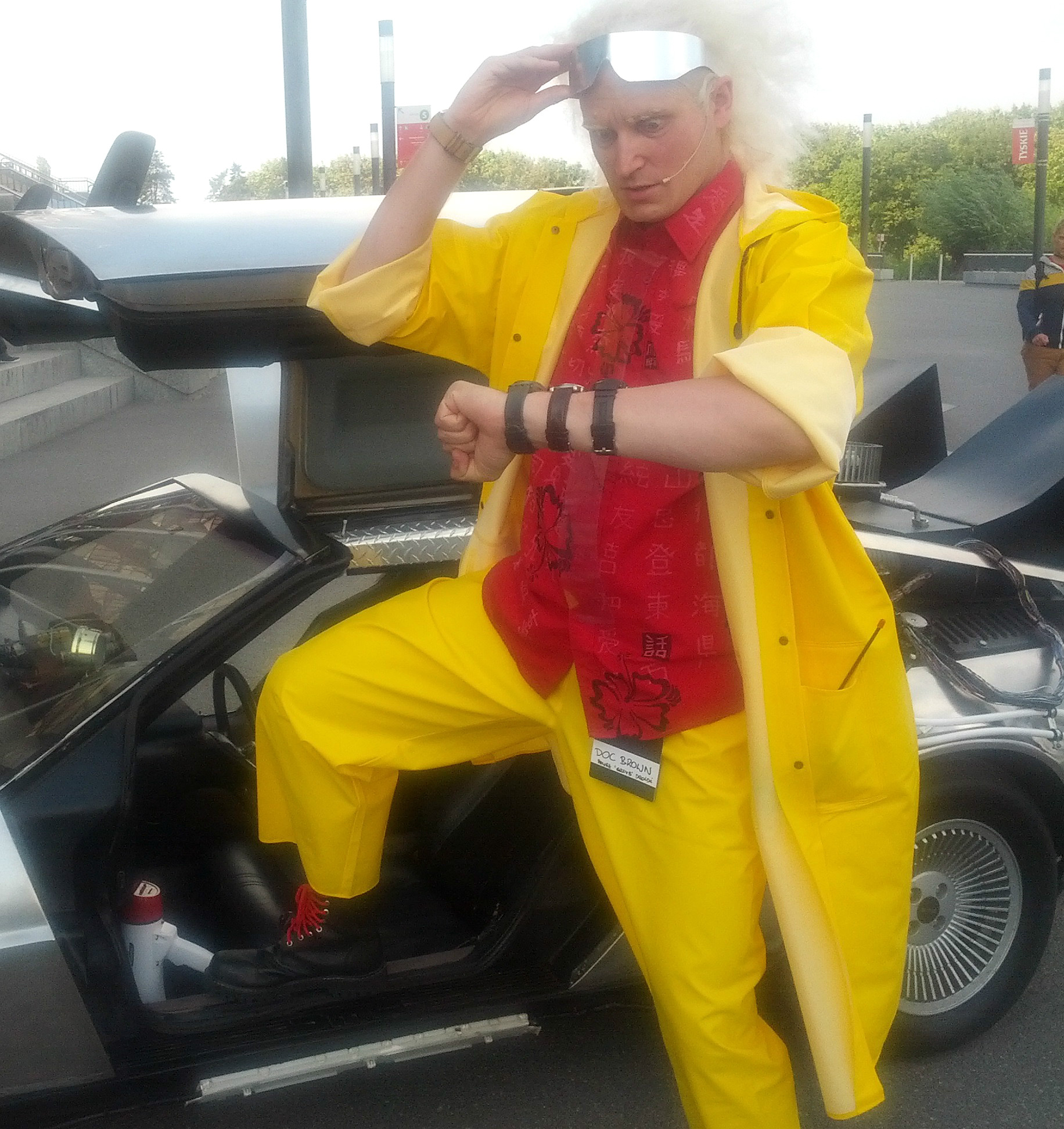

에밋 브라운(영어: Emmett Brown)은 《백 투 더 퓨처 삼부작》의 등장인물이다. 최초의 차량형 타임머신의 발명자이다. 이 인물은 세 영화 모두에 크리스토퍼 로이드에 의해 묘사된다. 애니메이션 시리즈에서 목소리는 댄 카스텔라네타가 맡았다. 이 인물의 모습은 레오폴드 스토코프스키와 알베르트 아인슈타인의 영향을 받았다. 2008년, 에밋 브라운 박사는 엠파이어지에서 최고의 100대 영화 등장인물 가운데 20위를 차지하였다.